# کوستیونتن کراوچنکو
کوستیونتن کراوچنکو (اوکراینی: Костянтин Сергійович Кравченко؛ زادهٔ ۲۴ سپتامبر ۱۹۸۶) بازیکن فوتبال اهل اوکراین است.
از باشگاه‌هایی که در آن بازی کرده‌است می‌توان به باشگاه فوتبال کارپاتی لویو، باشگاه فوتبال دنیپرو، باشگاه فوتبال ماریوپول، باشگاه فوتبال شاختار دونتسک، و باشگاه فوتبال استال کامیانسکه اشاره کرد.
وی همچنین در تیم‌های ملی فوتبال Ukraine national under-16 football team, Ukraine national under-17 football team, Ukraine national under-18 football team, Ukraine national under-19 football team، و زیر ۲۱ سال اوکراین بازی کرده‌است.